# Werchterbrug
De Werchterbrug is een betonnen liggerbrug over de Dijle in Werchter, een deelgemeente van Rotselaar. De brug is een deel van de N21, die Brussel met Aarschot verbindt. De brug ligt net voorbij de samenvloeiing van Demer en Dijle.
De brug werd gebouwd in 1978 en bestaat uit één overspanning van 30 m, de breedte bedraagt 23,9 m.